# Knut Knudsen
Knut Knudsen (Levanger, 12 de octubre de 1950) es un deportista noruego que compitió en ciclismo en las modalidades de pista y ruta.
Participó en dos Juegos Olímpicos de Verano, obteniendo en Múnich 1972 una medalla de oro en la prueba de persecución individual y el quinto lugar en el kilómetro contrarreloj, y en México 1968 el 11.º lugar en persecución individual.
Ganó cuatro medallas en el Campeonato Mundial de Ciclismo en Pista entre los años 1973 y 1977.
En carretera sus mayores éxitos son la victoria en seis etapas del Giro de Italia (en los años 1975, 1977, 1979 y tres en 1981).

## Medallero internacional
| Juegos Olímpicos   | Juegos Olímpicos            | Juegos Olímpicos  | Juegos Olímpicos           |
| Año                | Lugar                       | Medalla           | Competición                |
| ------------------ | --------------------------- | ----------------- | -------------------------- |
| 1972               | Múnich (RFA)                | Medalla de oro    | Persecución individual     |
| Campeonato Mundial |                             |                   |                            |
| Año                | Lugar                       | Medalla           | Competición                |
| 1973               | San Sebastián (España)      | Medalla de oro    | Persecución individual (A) |
| 1975               | Rocourt (Bélgica)           | Medalla de plata  | Persecución individual (P) |
| 1976               | Monteroni di Lecce (Italia) | Medalla de bronce | Persecución individual (P) |
| 1977               | San Cristóbal (Venezuela)   | Medalla de plata  | Persecución individual (P) |

## Palmarés

### Ruta
| 1972 - Campeonato de Noruega en Ruta - Campeonato de Noruega Contrarreloj 1973 - Campeonato de Noruega en Ruta - Campeonato de Noruega Contrarreloj 1974 - 1 etapa del Tour de Romandía 1975 - 1 etapa del Giro de Italia - 1 etapa de la Tirreno-Adriático 1976 - Cronostaffetta, más 1 etapa - 1 etapa del Tour de Romandía 1977 - 1 etapa del Giro de Italia - 1 etapa de la Tirreno-Adriático - 1 etapa del Tour de Romandía 1978 - Giro de Cerdeña, más 1 etapa - Trofeo Laigueglia - Giro de Reggio Calabria - Trofeo Baracchi (con Roy Schuiten) - 1 etapa de la Tirreno-Adriático | 1979 - Tirreno-Adriático, más 1 etapa - Giro del Trentino, más 1 etapa - 1 etapa del Giro de Italia - 2 etapas del Tour de Romandía 1980 - Gran Premio Eddy Merckx - Cronostafetta - 1 etapa del Tour de Romandía - 1 etapa de la Vuelta a Alemania 1981 - Ruota d'Oro, más 1 etapa - Gran Premio Eddy Merckx - 3 etapas del Giro de Italia - 1 etapa de la Cronostaffeta - 1 etapa de la París-Niza - 1 etapa del Giro di Puglia |

### Pista
| 1968 - Campeón de Noruega en persecución - Campeón de Noruega del kilómetro 1969 - Campeón de Noruega en persecución 1972 - Campeón olímpico de persecución individual - Campeón de Noruega del kilómetro 1973 - Campeón del mundo de persecución individual - Campeón de Noruega en persecución - Campeón de Noruega del kilómetro | 1975 - 2º en el campeonato del mundo de persecución individual 1976 - 3º en el campeonato del mundo de persecución individual 1977 - 2º en el campeonato del mundo de persecución individual |

## Resultados en Grandes Vueltas y Campeonatos del Mundo
| Carrera         | Carrera         | 1974 | 1975 | 1976 | 1977 | 1978 | 1979 | 1980 | 1981 |
| --------------- | --------------- | ---- | ---- | ---- | ---- | ---- | ---- | ---- | ---- |
|                 | Giro de Italia  | 54.º | 42.º | 57.º | 69.º | Ab.  | Ab.  | 15.º | 22.º |
|                 | Tour de Francia | —    | Ab.  | 64.º | —    | —    | 27.º | —    | —    |
|                 | Vuelta a España | —    | —    | —    | —    | —    | —    | —    | —    |
| Mundial en Ruta | Mundial en Ruta | —    | —    | —    | —    | —    | 7.º  | —    | —    |